# Donald Walden
Donald Walden (* Juli 1938 in St. Louis; † 6. April 2008 in Detroit) war ein US-amerikanischer Jazz-Tenorsaxophonist, Komponist sowie Musikpädagoge und Hochschullehrer.

## Leben und Wirken
Donald Walden wuchs in Clarksville (Tennessee) und ab 1946 in Detroit auf; als Jugendlicher spielte er Saxophon. Er besuchte die Larry Teal School of Music und die Detroit Community Music School, bei Barry Harris und Yusef Lateef studierte er Improvisation. 1960 zog er nach New York City, spielte dort u. a. mit Grant Green, Joe Chambers, Booker Ervin und Sun Ra. Nach seiner Rückkehr nach Detroit 1966 arbeitete er mit lokalen Musikern und spielte fünf Jahre in der Begleitband von Aretha Franklin; daneben tourte er auch mit Stevie Wonder, The Temptations und The Four Tops.
In den folgenden Jahren unterrichtete er an öffentlichen Schulen und trat regelmäßig im von ihm gegründeten Veranstaltungsort New World Stage im Harmonie Park District von Detroit auf. 1990 konzertierte er mit einem Charlie-Parker-Tribut auf dem Detroit International Jazz Festival mit Big Band und einem Chor; Solisten bei dieser Yardbird Suite waren neben Walden Dizzy Gillespie, Charles McPherson und Barry Harris. Daraus entstand schließlich seine Repertoireband Detroit Jazz Orchestra. In den 1990er Jahren lehrte er an der Michigan State University, am Oberlin College in Ohio und schließlich  an der University of Michigan, wo er zum Professor berufen wurde. Zu seinen Schülern gehörten u. a. Rodney Whitaker, Geri Allen, Robert Hurst und Regina Carter. Unter eigenem Namen legte er einige selbst-produzierte Alben vor, darunter zwei Tributalben über Thelonious Monk, Charles Mingus sowie Tadd Dameron. Zuletzt leitete er das Ensemble Free Radicals mit Cassius Richmond und Marion Hayden. 2006 wirkte er als Gastmusiker bei Geri Allens Album Timeless Portraits and Dreams mit. Er starb im Alter von 69 Jahren nach einer längeren Krebserkrankung.

## Auszeichnung
Walden wurde 1985 mit dem Michigan Governor's Arts Award für seine Arbeit mit dem Detroit Jazz Orchestra ausgezeichnet; 1996 erhielt er den Ehrentitel Jazz Master von Arts Midwest.

## Diskographische Hinweise
- A Portrait of You (1992)
- A Monk & A Mingus Among Us (1998)
- Michigan Jazz Masters – Urban Griots (1998) mit Harold McKinney, Marcus Belgrave, Wendell Harrison[1]
- Focus: The Music of Tadd Dameron (2003)